# ISO 3166-2:KP
ISO 3166-2:KP — стандарт Международной организации по стандартизации, который определяет геокоды. Является подмножеством стандарта ISO 3166-2, относящимся к Северной Корее. Стандарт охватывает 2 города: Пхеньян и Насон с правами провинций и 9 провинций. Каждый геокод состоит из двух частей: кода Alpha-2 по стандарту ISO 3166-1 для Северной Кореи — KP и дополнительного числа, записанных через дефис. Дополнительный код образован двухзначным числом. Геокоды городов и провинций Северной Кореи являются подмножеством кодов домена верхнего уровня — KP, присвоенного Северной Корее в соответствии со стандартами ISO 3166-1.

## Геокоды Северной Кореи
Геокоды 2 городов и 9 провинций административно-территориального деления Северной Кореи.
| Геокод | Административная единица | Статус    |
| ------ | ------------------------ | --------- |
| KP-03  | Пхёнан-Пукто             | провинция |
| KP-13  | Насон                    | город     |
| KP-02  | Пхёнан-Намдо             | провинция |
| KP-01  | Пхеньян                  | город     |
| KP-05  | Хванхэ-Намдо             | провинция |
| KP-04  | Чагандо                  | провинция |
| KP-06  | Хванхэ-Пукто             | провинция |
| KP-07  | Канвондо                 | провинция |
| KP-08  | Хамгён-Намдо             | провинция |
| KP-10  | Янгандо                  | провинция |
| KP-09  | Хамгён-Пукто             | провинция |

## Геокоды пограничных Северной Корее государств
- Китай — ISO 3166-2:CN (на севере),
- Россия — ISO 3166-2:RU (на северо-востоке),
- Республика Корея — ISO 3166-2:KR (на юге).